# Аватар: Легенда об Аанге (сериал, 2024)
«Авата́р: Леге́нда об Аа́нге» (англ. Avatar: The Last Airbender; также известен как Avatar: The Legend of Aang) — американский приключенческий сериал в жанре фэнтези, созданный компаниями Netflix, Albert Kim Pictures и Rideback в сотрудничестве с Nickelodeon Productions. Является адаптацией одноимённого мультсериала.
Премьера состоялась на Netflix 22 февраля 2024 года. Сериал получил неоднозначную реакцию от критиков.
6 марта 2024 года Netflix объявили о продлении сериала на 2-й и 3-й сезоны.

## Сюжет
Сюжет рассказывает о мальчике из племени воздушных кочевников, Аанге, способном покорять стихию воздуха. В возрасте 11 лет, он узнал, что он Аватар — властелин четырёх стихий. Мир погряз в многолетней войне Народа огня против остального мира, в котором определённые люди способны покорять одну из четырёх стихий — воду, землю, огонь или воздух. Аанг — единственный, кто способен покорить все элементы и будучи Аватаром, он должен спасти мир от уничтожения Народом огня. Однажды, сбежав из своего племени, он попал в шторм и в состоянии Аватара заморозил себя в глубинах моря. Совершенно случайно спустя 100 лет, его находят подростки из Южного племени воды и освобождают. Со своими новыми друзьями, Катарой и Соккой, Аанг отправляется овладевать стихиями, попутно их преследует изгнанный принц Народа огня — Зуко, который хочет вернуть себе честь, поймав Аватара.

## Актёры и персонажи

### Основной состав
- Гордон Кормье — Аватар Аанг, 12-летний маг воздуха, застывший во льду на сто лет. Придя в себя, он узнаёт, что все остальные маги воздуха были уничтожены Народом огня, и он как Аватар обязан положить конец войне для поддержания баланса и гармонии во всём мире[4].
- Киавентио — Катара, 14-летняя девушка, которая является последним магом воды в Южном племени, после того её мать была убита Народом огня. Она отправляется с Аангом в путешествие и раскрывает свой истинный потенциал[4].
- Иэн Аусли — Сокка, 16-летний брат Катары, который стал фактически лидером Южного племени воды, после того как их отец ушёл на войну. Вместе с сестрой он присоединяется к миссии Аанга и компенсирует отсутствие у себя магических способностей интеллектом, находчивостью и верным бумерангом[4].
- Даллас Лю — Зуко, 17-летний принц-изгнанник Народа огня, вспыльчивый, с ожогом на лице, намеренный поймать Аватара, чтобы закончить свою ссылку и вернуть свою честь[4].
- Кен Люн — командор Джао, амбициозный, заносчивый, беспощадный офицер Народа огня и главный соперник Зуко в погоне за Аватаром[5].
- Пол Сон-Хён Ли — дядя Айро, генерал Народа огня в отставке, старший брат Хозяина огня Озая, мудрый и заботливый дядя и наставник Зуко[5].
- Даниэль Дэ Ким — Хозяин огня Озай, правитель-тиран Народа огня, младший брат Айро, отец Зуко и Азулы. Ким ранее озвучивал генерала Фонга в оригинальном мультсериале[6] и Хироши Сато в мультсериале «Легенда о Корре»[7].
- Мия Чех — Тоф Бейфонг (сезон 2), юный маг земли, родилась слепой и использует свои способности, ощущая сейсмические колебания, чтобы компенсировать слепоту и  «видеть» окружающее[8].

### Второстепенный состав
- Лим Кай Сю[англ.] — Гияцо, добродушный заботливый монах Воздушных кочевников, который является наставником и попечителем Аанга[5].
- Кейси Кэмп-Хоринек — бабушка Сокки и Катары, мать Хакоды, матриарх Южного племени воды[9].
- Мэттью Янг Кинг[англ.] — озвучка Аппы (летающий зубр, спутник Аанга) и Момо (крылатый лемур, который встречает Аанга и присоединяется к его команде)[5].
- Руй Искандар — лейтенант Чжи, офицер на корабле Зуко[10].
- Райан Ма — лейтенант Дан, офицер Народа огня, верный командору Джао[11].
- Уткарш Амбудкар[англ.] — король Буми, престарелый король города Омашу в Царстве земли, давний друг Аанга[12].
- Элизабет Ю[англ.] — принцесса Азула, хитрая и невероятно одарённая принцесса Народа огня, младшая сестра Зуко[9].
- Талия Чан[англ.] — Мэй, сдержанная подруга Азулы, которая умеет метать ножи[13].
- Момона Тамада[англ.] — Тай Ли, подруга Азулы, акробатка, которая умеет блокировать ци[14][15].

### Гостевой состав
- Хиро Канагава — Хозяин огня Созин, начавший столетнюю войну, прадед Зуко[16].
- Ивонн Чапман[англ.] — Аватар Киоши из Царства земли, предшественница Аватара Року, после которого Аватаром стал Аанг[9].
- Мария Чжан — Суюки, лидер Воинов Киоши, элитного женского отряда острова Киоши[9].
- Тэмлин Томита — Юкари, мэр острова Киоши и мать Суюки[9].
- Осрик Чау — Тан, повстанец в Народе огня, планировавший убийство Озая.
- Дэнни Пуди — Сай / Механист, изобретатель и отец-одиночка из Царства земли[17].
- Люсиан-Ривер Чаухан — Тео, сын Механиста в инвалидной коляске[18].
- Себастиан Аморусо — Джет, главарь Борцов за свободу, группы революционеров, сражающихся против Народа огня[19].
- Джеймс Си — продавец капусты, товары которого постоянно уничтожаются по несчастью. Си вернулся к своей роли из мультсериала[20].
- Джордж Такэй — Кох, похититель лиц, дух в виде многоножки, который использует украденные лица своих жертв. Такэй также озвучил тюремного надзирателя в Народе огня в первом сезоне мультсериала[21].
- Рэндалл Дук Ким — Ван Ши Тонг, дух в виде совы, собиратель знаний, недоверчивый к людям[22].
- Арден Чо — Джун, наёмница, нанятая Зуко для поиска Аанга[23][24].
- Рейнбоу Дикерсон[англ.] — Кая, мать Сокки и Катары[25].
- Джоэль Монгран[англ.] — Хакода, отец Сокки и Катары, вождь Южного племени воды, отправившийся воевать против Народа огня[26].
- Чарли Ли — Аватар Року из Народа огня, наставник Аанга[27].
- Франсуа Шо — Старший мудрец, лидер мудрецов Огня в храме Огня в честь Аватара Року[28].
- Эмбер Мидфандер — принцесса Юи из Северного племени воды[29].
- Эй Мартинес — Пакку, мастер магии воды из Северного племени воды, учитель Катары и Аанга[30].
- Натаниэль Аркан — Арнук, вождь Северного племени воды, отец Юи[31]
- Ирен Бедард — Яго́да, целительница из Северного племени воды[32].

## Список эпизодов

### Сезон 1 (2024)
| № | Название                           | Режиссёр        | Автор сценария | Дата премьеры   |
| - | ---------------------------------- | --------------- | --- | --------------- |
| 1 | «Аанг» «Aang»                      | Майкл Гои       | Телесценарий : Альберт Ким, Майкл Данте Димартино и Брайан Кониецко                                                  | 22 февраля 2024 |
| 2 | «Воины» «Warriors»                 | Майкл Гои       | Джошуа Хейл Фиалков                                                                                                  | 22 февраля 2024 |
| 3 | «Омашу» «Omashu»                   | Джаббар Раисани | Кристин Бойлэн | 22 февраля 2024 |
| 4 | «Во тьму» «Into The Dark»          | Джаббар Раисани | Кили МакДональд | 22 февраля 2024 |
| 5 | «Унесённые духами» «Spirited Away» | Розанна Лян     | Габриэль Лланас | 22 февраля 2024 |
| 6 | «Маски» «Masks»                    | Розанна Лян     | Сюжет : Уба Мохамед, Майкл Данте Димартино и Брайан Кониецко Телесценарий : Эмили Ким, Хантер Рейс и Брайан Кониецко | 22 февраля 2024 |
| 7 | «Север» «The North»                | Джет Уилкинсон  | Одри Вонг Кеннеди | 22 февраля 2024 |
| 8 | «Легенды» «Legends»                | Джет Уилкинсон  | Альберт Ким | 22 февраля 2024 |

## Производство

### Разработка
В сентябре 2018 года Netflix объявил, что в 2019 году начнётся производство «переосмысленного» ремейка «Аватара» с живыми актёрами. Создатели мультсериала, Майкл Данте Димартино и Брайан Кониецко, были изначально объявлены исполнительными продюсерами и шоураннерами сериала. В июне 2020 года они покинули проект из-за творческих разногласий. Об этом стало известно 12 августа 2020 года, когда Димартино опубликовал сообщение на своём веб-сайте. Создатели указали на различия в подходе к шоу по сравнению с видением Netflix, а также заявили о «негативной и недружелюбной» среде во время их пребывания в студии. В августе 2021 года Альберт Ким официально стал сценаристом, исполнительным продюсером и шоураннером сериала. Он прокомментировал это так: «Моя первая мысль была „Почему?“. Что я могу сделать с историей или добавить, чего не было прописано или не сказано в оригинале? Но чем больше я думал об этом, тем больше заинтриговывался. Мы сможем увидеть покорения стихий реальными и интуитивными, каких никогда раньше не видели». В том же блог-посте Ким подчеркнул, что «на протяжении всего этого процесса их девизом была „подлинность“. По отношению к рассказу. К персонажам. К культурным отсылкам. Подлинность — вот что заставляет нас работать как перед камерой, так и за ней». Дэн Линь, Линдси Либераторе, Майкл Гой и Розанна Лян также были объявлены исполнительными продюсерами. При этом Гой и Лян также стали режиссёрами.

### Кастинг
По заявлению Кониецко, создатели придерживались «культурно приемлемого, небелёного состава». Брайан Кониецко надеялся, что к проекту присоединится Данте Баско, актёр, озвучивший Зуко в оригинальном мультсериале. В августе 2021 года после утечки отчётов о кастингах Netflix раскрыл актёрский состав шоу, объявив четырёх главных персонажей: Гордона Кормье, Киавентио Тарбелл, Иэна Аусли и Далласа Лю в роли Аанга, Катары, Сокки и Зуко соответственно. Ким считал, что «это был шанс продемонстрировать персонажей Азии и коренных народов как настоящих полных жизни людей. Не только в мультфильме, но и в действительно существующем мире, очень похожем на тот, в котором мы живём». В ноябре 2021 года Дэниел Дэ Ким присоединился к актёрскому составу сериала в роли Лорда Огня Озая. Позже в том же месяце Пол Сон-Хён Ли, Лим Кай Сю и Кен Люн были объявлены в ролях Айро, Гияцо и Жао соответственно. В 2024 году Люн, незнакомый с оригинальным мультсериалом, заявил, что изначально думал, что идёт на кастинг во франшизу «Аватар» Джеймса Кэмерона. В декабре к актёрскому составу добавились Элизабет Ю, Ивонн Чапман, Тэмлин Томита, Кейси Кэмп-Хоринек и Мария Чжан, которые сыграли Азулу, Аватара Киоши, Юкари (оригинальный персонаж сериала), бабушку и Суюки соответственно.
В сентябре 2024 года было объявлено, что актриса Мия Чех сыграет роль Тоф Бейфонг во втором сезоне.

### Съёмки
Съёмки проводились в Ванкувере с 16 ноября 2021 года по 17 июня 2022 года под рабочими названиями «Trade Winds» и «Blue Dawn».

### Музыка
Джереми Цукерман, сочинивший музыку для мультсериала, изначально собирался присоединиться к проекту, чтобы написать музыку для ремейка, но позже отрицал своё участие после того, как Димартино и Кониецко покинули производство шоу. В феврале 2023 года композитором шоу стал Такэси Фурукава. В сериале использован саундтрек из оригинального «Аватара».

## Маркетинг
18 июня 2023 года вышел тизер сериала с четырьмя элементами из сериала, а также первые промо-фото с четырьмя главными героями: Аангом, Катарой, Соккой и Зуко. 9 ноября 2023 года вышел официальный тизер-трейлер. 23 января 2024 года вышел полный официальный трейлер.

## Отзывы
На сайте-агрегаторе рецензий Rotten Tomatoes рейтинг сериала составляет 60 % на основании 75 рецензий критиков. «Консенсус критиков» на сайте гласит, что сериал «служит солидной точкой входа в любимую франшизу, хотя воспроизводит магию первоисточника только местами». На сайте-агрегаторе Metacritic, использующем среднее арифметическое взвешенное, оценка сериала составляет 56 баллов из 100 возможных на основании 26 рецензий критиков, что соответствует «смешанным или средним» отзывам.
Джошуа Йел из IGN дал сериалу оценку 7 из 10 и написал, что он «не соответствует оригиналу во всём», но подчеркнул, что «это всё равно достойная адаптация». Арамид Тинубу из Variety посчитал, что без Димартино и Кониецко проект ощущается как обычный сериал, недостаточно погружающий зрителей в «потрясающую атмосферу» оригинала. Энджи Хан из The Hollywood Reporter похвалил Далласа Лю в роли Зуко. Чарльз Пуллиам-Мур из The Verge отметил, что «все, кто участвовали в создании сериала, хотели превзойти печально известный фильм-предшественник, и в некоторых случаях это удаётся», однако продолжил тем, что «несмотря на все эти благие намерения, новый „Аватар“ является ещё одним примером того, как Netflix превращает любимый мультфильм в нечто глубоко противоречащее тому, что людям нравилось в оригинале».
Рецензентка Иванова из «Канобу» описала, что сериал «поражает количеством мелких персонажей и массовки, работой со спецэффектами, битвами и кастингом», но подчеркнула, что тем не менее создателям «не удалось на сто процентов „попасть“ в магическую атмосферу оригинального мультсериала». Арсений Омельченко из Daily Afisha в своём обзоре подытожил, что «в целом от сериала веет откровенным фансервисом», поскольку «авторы во всём пытаются угодить поклонникам оригинала — начиная с навязчивых цитат из заставки шоу и заканчивая музыкой Джереми Цукермана», отметив, что «при этом, следуя букве мультсериала, экранизация очень часто теряет её дух и динамику». Карина Назарова из Film.ru выделяла, что «из ребяческой комедии, сочетающей наивность и юмор с суровыми военными реалиями, получилось политическое фэнтези, где героям почти некогда шутить и нет настроения смеяться».